# Dje
Dje, sau Djerv (Ђ, ђ) este a șasea literă a alfabetului chirilic sârb, folosit în limba sârbă pentru a reprezenta sunetul /ʥ/. A fost adaptat de Vuk Stefanović Karadžić din litera ћ.
Numele Dje este unul improvizat, deoarece literele sârbești nu au nume.
Dje corespunde cu Đ/đ în alfabetul latin sârb, și este transliterat ca atare, alteori fiind transliterat (deoarece este considerat incorect de către mulți) ca dj. Aceleași litere sunt folosite și pentru limba sârbo-croată de dinainte de Iugoslavia. În alfabetul macedonean litera Gje (Ѓ) este considerată o variantă a lui Dje.
| Literele alfabetului chirilic           | Literele alfabetului chirilic | Literele alfabetului chirilic | Literele alfabetului chirilic | Literele alfabetului chirilic | Literele alfabetului chirilic | Literele alfabetului chirilic | Literele alfabetului chirilic | Literele alfabetului chirilic | Literele alfabetului chirilic | Literele alfabetului chirilic |
| --------------------------------------- | ----------------------------- | ----------------------------- | ----------------------------- | ----------------------------- | ----------------------------- | ----------------------------- | ----------------------------- | ----------------------------- | ----------------------------- | ----------------------------- |
| А A                                     | Б Be                          | В Ve                          | Г Ghe                         | Ґ Ghe răsucit                 | Д De                          | Ђ Dje                         | Ѓ Gje                         | Е Ie                          | Ѐ İıe                         | Е́ İıe                         |
| Ё Io                                    | Є Ie ucrainean                | Ж Je                          | З Ze                          | Ѕ Dze                         | И I                           | І I decimal                   | Ї Ii                          | Й I scurt                     | Ј J decimal                   | К Ka                          |
| Л El                                    | Љ Lje                         | М Em                          | Н En                          | Њ Nje                         | О O                           | П Pe                          | Р Er                          | С Es                          | Т Te                          | Ћ Tje                         |
| Ќ Kje                                   | У U                           | Ў U scurt                     | Ф Ef                          | Х Ha                          | Ц Țe                          | Ч Ce                          | Џ Ge                          | Ш Șa                          | Щ Șt/Șci                      | Ъ Ă                           |
|                                         |                               |                               | Ы Î/Â                         | Ь semn moale                  | Э Ă rusesc                    | Ю Iu                          | Я Ia                          |                               |                               |                               |
| Litere chirilice non-slave              |                               |                               |                               |                               |                               |                               |                               |                               |                               |                               |
| Ӏ Palocica                              | Ә Șva                         | Ғ Ghein                       | Ӂ Ge moldovenesc              | Ҙ Dhe                         | Ҫ The                         | Ҡ Qa bașkiric                 | Қ Qaf                         | Ң Ng                          | Ө Oe                          | Ү Ue                          |
|                                         |                               |                               | Ұ U scurt kazah               | Ҩ Kha abhaz                   | Ҧ Pe abhaz                    | Һ Șha                         |                               |                               |                               |                               |
| Litere arhaice ale alfabetului chirilic |                               |                               |                               |                               |                               |                               |                               |                               |                               |                               |
| ІА A iotifiat                           | Ѥ E iotifiat                  | Ѧ Ius mic                     | Ѫ Ius mare                    | Ѩ Ius iotifiat                | Ѭ Ius iotifiat mare           | Ѯ Xi                          | Ѱ Psi                         | Ѳ Fita                        | Ѵ Ijița                       | Ѷ Ijița okovî                 |
|                                         |                               |                               | Ҁ Koppa                       | Ѹ Uk                          | Ѡ Omega                       | Ѿ Ot                          | Ѣ Iat                         |                               |                               |                               |
|                                         |                               |                               |                               |                               | Ꙟ În                          |                               |                               |                               |                               |                               |